# Frauengefängnisfilm
Der Frauengefängnisfilm, auch WIP-Film (Women in Prison), ist ein Subgenre des Exploitationfilms. Typische Beispiele dieses Filmgenres setzen auf Schockeffekte von Sex und Gewalt. Sie sind wesentlich stärker von Phantasien beeinflusst als vom realen Alltag in einem Frauengefängnis.
Die Rolle der Filme ist wie bei den meisten Exploitationfilmen filmhistorisch umstritten. Zum einen sind es zumeist billig produzierte Filme voller Klischees und männlicher heterosexueller Phantasien. Andererseits gehörten sie zu den ersten größeren Kinofilmen, die ein anderes Frauenbild transportierten als das der typischen Hausfrau. Unter anderem schufen sie Rollen für körperlich gewalttätige Frauen, die sich physisch gegen Männer durchsetzen können. Mittlerweile ist dies ein Standard des Action-Kinos. Sie machten lesbische Frauen zu wichtigen Trägern der Handlung. Die beiden großen Stars des Frauengefängnisfilms waren in ihren Rollen meist lesbisch.

## Struktur
Der Plot der Filme ist meist einfach strukturiert: Eine größere Zahl gutaussehender Frauen wird in einem möglichst dreckigen und brutalen Gefängnis gefangengehalten. Ein banaler Vorwand gibt ihnen kurz vor Ende des Films die Möglichkeit, die Macht im Gefängnis an sich zu reißen und so für ein Happy End zu sorgen. Vor allem aber zielen die Filme ab auf zahlreiche Duschszenen, Catfights, Unterdrückung durch lesbische Wärterinnen und lesbischen Sex. Szenen dieser Art lassen sich mühelos in jede Filmhandlung integrieren.
Die Hauptrollen sind fast immer von klischeehaften Stereotypen geprägt: die gewalttätige lesbische Gefangene, die zusammen mit den Wärterinnen die Insassinnen des Gefängnis unterdrückt und zum Sex zwingt; das oft sehr junge und meist naive Opfer, das schon eine längere Zeit im Gefängnis einsitzt, sowie die unschuldig verurteilte Heldin, die die Unterdrückerin herausfordert und sich in einem meist gewalttätigen Ende auch durchsetzt.

## Geschichte
Frauengefängnisfilme entwickelten sich in den 1930er Jahren als Melodramen, die oft eine ebenso klischeehafte Handlung mit der moralischen Motivation einer Charakterentwicklung bei späteren Filmen verbanden. Darin wurde die junge Heldin durch das Gefängnis wieder auf den „richtigen Weg“ zurückgeführt.
Zum eigentlichen Klassiker des Genres wurde der Film Frauengefängnis (1950) mit Eleanor Parker. Im selben Jahr erschien in den USA auch So jung und so verdorben, eine typische Story über den Abstieg einer Jugendlichen. Unter dem Einfluss vor allem von semipornographischen Pulp-Romanen der 1950er Jahre hatten Frauengefängnisfilme ihren Höhepunkt in den B-Movies. In Revolte im Frauenzuchthaus (1955) prägte Ida Lupino den Charakter der bösen Wärterin. 1957 erschienen die Kolportage Mannstoll und gefährlich mit Gloria Castillo sowie Reife Blüten mit Mamie Van Doren.
In den 1960er Jahren entstanden nur wenige WIP-Filme, darunter Mädchen hinter Gittern (1965). In dem Edgar-Wallace-Film Der Bucklige von Soho (1966) entpuppt sich ein Mädchenpensionat als Bordell-Gefängnis. In Love Camp 7 (1969) wurde erstmals der Missbrauch von Frauen in einem Nazi-Lager Gegenstand eines spekulativen Films und begründete das Subgenre der Naziploitation. Im selben Jahr erschien Der heiße Tod mit Maria Schell in der Hauptrolle.
The Big Doll House (1971) von Regisseur Jack Hill steht am Anfang des WIP-Revivals in den 1970er Jahren. Nur ein Jahr später folgte Hills The Big Bird Cage mit Pam Grier, die bereits 1971 in Frauen hinter Zuchthausmauern vor der Kamera gestanden hatte. In Das Zuchthaus der verlorenen Mädchen (1974) spielte Barbara Steele die sadistische Gefängniswärterin.
Nun überflutete eine Welle von WIP-Filmen die globalen Märkte. Mit Das Bambuscamp der gequälten Frauen (1973) steuerte auch das Hongkong-Kino einen wichtigen Beitrag zu dem Genre bei. Aus Großbritannien kam Das Haus der Peitschen (1974), aus Italien Ich, die Nonne und die Schweinehunde (1972) und Mädchen im Knast (1973). Mit Ilsa, She Wolf of the SS (1974), Frauen-Gefängnis (1975), dem gleichzeitigen Frauengefängnis 3 und Greta – Haus ohne Männer (1977) prägte Regisseur Jess Franco das Filmgenre.
Auch in den 1980er Jahren blieb die Faszination für gefangene Frauen ungebrochen, zum Beispiel in Mädchen hinter Gittern (1982) von Spezialist Tom de Simone. 1983 erschienen Das Frauenlager von Lutz Schaarwächter und das philippinische Straflager Fernost von Cirio H. Santiago, 1986 das Trash-Sequel Red Heat – Unschuld hinter Gittern, 1988 Die nackte Zelle.
Seit den 1970ern leben Frauengefängnisfilme bis heute als Nischenprodukt in der Pornographie fort, so beispielsweise in Hinter Gittern gevögelt. Diese äußert sich meist als Projektion männlicher, heterosexueller Phantasien auf lesbische Lustakte und sadomasochistische Elemente. Das lesbische Hauptmotiv des Genres ging auch in den Mainstream ein, wie etwa den Oscar-prämierten Film Chicago von 2002, die Anfangsszenen des Films Bandits oder in die RTL-Serie Hinter Gittern – Der Frauenknast.

## Protagonisten
Bekannte Regisseure aus der Hoch-Zeit des Genres waren Jess Franco, Jack Hill und Bruno Mattei. Populäre Darstellerinnen waren Pam Grier oder Dyanne Thorne, die Hauptdarstellerin des vielleicht bekanntesten Films aus dem Genre: Ilsa, She Wolf of the SS.